# Festival celtique de Corbeyrier
 (août 2022).
Si vous disposez d'ouvrages ou d'articles de référence ou si vous connaissez des sites web de qualité traitant du thème abordé ici, merci de compléter l'article en donnant les références utiles à sa vérifiabilité et en les liant à la section « Notes et références ».
Le Festival celtique de Corbeyrier a lieu tous les deux ans à Corbeyrier, en Suisse.
Il est organisé par une association à but non lucratif, la Confrérie du Loup. Sa dernière édition, en 2022 a accueilli plus de 4 000 visiteurs.

## Histoire
La première édition a lieu en 1997. Une deuxième édition a lieu en 1998 puis le festival se tient tous les deux ans. À partir de 2006, le festival abandonne sa soirée du dimanche et se déroule uniquement du vendredi soir au samedi soir.
En raison de la pandémie de covid-19, l'édition 2020 est reportée une première fois en 2021, puis une deuxième fois en 2022,.

### Liste des éditions
- 1997 : du vendredi 20 au dimanche 22 juin.
- 1998 : du vendredi 19 au dimanche 21 juin.
- 2000 : du vendredi 23 au dimanche 25 juin. 3 000 visiteurs.
- 2002 : du vendredi 21 au dimanche 23 juin. Environ 3 700 visiteurs.
- 2004 : du vendredi 18 au dimanche 20 juin. Environ 3 300 visiteurs.
- 2006 : vendredi 16 et samedi 17 juin. 3 000 visiteurs.
- 2008 : vendredi 20 et samedi 21 juin. 3 600 visiteurs.
- 2010 : vendredi 18 et samedi 19 juin. 2 700 visiteurs.
- 2012 : vendredi 22 et samedi 23 juin. 3 500 visiteurs.
- 2014 : vendredi 27 et samedi 28 juin.
- 2016 : vendredi 24 et samedi 25 juin.
- 2018 : vendredi 29 et samedi 30 juin. 3 700 visiteurs[3].
- 2022 : vendredi 24 et samedi 25 juin[4]. 4 000 visiteurs[5].